# Лінбао
Лінбао (кит. спр. 灵宝市, піньїнь: Língbăo Shì) — місто-повіт у центральнокитайській провінції Хенань, складова міста Саньменься.

## Географія
Лінбао — найзахідніше місто провінції — лежить на висоті близько 426 метрів над рівнем моря.

### Клімат
Місто знаходиться у зоні, котра характеризується вологим субтропічним кліматом. Найтепліший місяць — липень із середньою температурою 26,4 °C. Найхолодніший місяць — січень, із середньою температурою -1 °С.
| Клімат Лінбао           | Клімат Лінбао | Клімат Лінбао | Клімат Лінбао | Клімат Лінбао | Клімат Лінбао | Клімат Лінбао | Клімат Лінбао | Клімат Лінбао | Клімат Лінбао | Клімат Лінбао | Клімат Лінбао | Клімат Лінбао | Клімат Лінбао |
| Показник                | Січ.          | Лют.          | Бер.          | Квіт.         | Трав.         | Черв.         | Лип.          | Серп.         | Вер.          | Жовт.         | Лист.         | Груд.         | Рік           |
| Середній максимум, °C   | 5             | 8,8           | 14,5          | 21,9          | 26,8          | 30,9          | 32            | 30,2          | 25,7          | 19,7          | 12,6          | 6,3           | 19,5          |
| Середня температура, °C | −1            | 2,6           | 8,1           | 15,2          | 20,3          | 24,7          | 26,4          | 24,8          | 20,1          | 13,6          | 6,3           | 0,4           | 13,5          |
| Середній мінімум, °C    | −5,4          | −2            | 2,7           | 8,9           | 13,9          | 18,8          | 21,5          | 20,2          | 15,5          | 8,8           | 1,6           | −4            | 8,4           |
| Норма опадів, мм        | 6.3           | 10.8          | 24.4          | 39.5          | 60.5          | 71.6          | 113.8         | 101.5         | 87.4          | 58.8          | 19.5          | 6.4           | 600.5         |
| Вологість повітря, %    | 61            | 58            | 59            | 59            | 61            | 62            | 71            | 75            | 75            | 73            | 70            | 64            | 65.7          |
| ----------------------- | ------------- | ------------- | ------------- | ------------- | ------------- | ------------- | ------------- | ------------- | ------------- | ------------- | ------------- | ------------- | ------------- |
| Джерело: data.cma.cn    |               |               |               |               |               |               |               |               |               |               |               |               |               |